# Општи избори у Босни и Херцеговини 2010.
Општи избори у Босни и Херцеговини 2010. одржани су 3. октобра. На изборима су бирани чланови Предсједништва БиХ, предсједник и потпредсједници Републике Српске, посланици у Парламентарној скупштини Босне и Херцеговине и у парламентима ентитета, као и посланици у кантоналним скупштинама у Федерацији Босне и Хецеговине.

## Политички субјекти
На изборима су учествовала 63 политичка субјекта односно 8.242 овјерена кандидата, од тога је било 39 политичких партија, 11 коалиција и 13 независних кандидата.
На изборима је укупно бирано 512 носилаца мандата и то:
- Предсједништво БиХ: 3
- Парламент БиХ: Укупно 42, из ФБиХ 28 (21 директно и 7 компензациони мандати), из РС 14 (9 директно и 5 компензациони мандат)
- Парламент ФБиХ: 98 (73 директно и 25 компензациони мандати)
- Председник и потпредсједници РС: 3
- Народна Скупштина РС: 83 посланика (62 директно и 21 компензациони мандат)
- Кантон 1 (Унско-сански Кантон): 30
- Кантон 2 (Посавски Кантон): 21
- Кантон 3 (Тузлански Кантон): 35
- Кантон 4 (Зеничко-Добојски Кантон): 35
- Кантон 5 (Босанско-подрињски Кантон-Горажде): 25
- Кантон 6 (Средњобосански Кантон): 30
- Кантон 7 (Херцеговачко-неретвански Кантон): 30
- Кантон 8 (Западнохерцеговачки Кантон): 23
- Кантон 9 (Кантон Сарајево): 35
- Кантон 10: 25

## Регистровани бирачи
За опште изборе у Босни и Херцеговини 2010. регистровано је укупно 3.126.599 бирача, од чега 1.192.182 у Републици Српској и 1.934.417 у Федерацији Бих. Гласање је одржано на 5.276 бирачких мјеста од чега је било 4.981 редовно бирачко мјесто, 145 бирачких мјеста за гласање у одсуству,143 бирачка мјеста за гласање лично, и 7 бирачких мјеста у дипломатско-конзуларним представништвима.
| категорија бирача | Република Српска | Федерација Босне и Херцеговине | Босна и Херцеговина |
| ----------------- | ---------------- | ------------------------------ | ------------------- |
| редовни           | 1.154.757        | 1.912.720                      | 3.067.477           |
| одсуство          | 10.581           | 3.297                          | 13.878              |
| лично             | 6.878            | 1.717                          | 8.595               |
| из иностранства   | 19.966           | 16.683                         | 36.649              |
| укупно            | 1.192.182        | 1.934.417                      | 3.126.599           |

## Излазност
Према подацима Централне изборне комисије излазност на изборима износила је 56,28% од укупног бирачког тијела у Босни и Херцеговини. Излазност у Републици Српској била је 55,64%, у Федерацији Бих 56,42% а у Дистрикту Брчко 64,90%.

## Резултати

#### Предсједништво БиХ

###### Хрватски члан Предсједништва
| Кандидат                  | Политичка партија-предлагач                  | Број и Проценат освојених гласова |
| ------------------------- | -------------------------------------------- | --------------------------------- |
| Жељко Комшић              | Социјалдемократска партија БиХ (СДП БиХ)     | 337.065 / 60.61 %                 |
| Борјана Кришто            | Хрватска демократска заједница БиХ (ХДЗ БиХ) | 109.758 / 19.74%                  |
| Мартин Рагуж              | Хрватска коалиција ХДЗ 1990-ХСП БиХ          | 60.266 / 10.84%                   |
| Јерко Иванковић Лијановић | Народна странка Радом за бољитак             | 45.397 / 8.16 %                   |
| Перо Галић                | независни кандидат                           | 1.581 / 0.28 %                    |
| Миле Кутле                | независни кандидат                           | 1.069 / 0.19%                     |
| Фердо Галић               | независни кандидат                           | 975 / 0.18%                       |

###### Српски члан Предсједништва
| Кандидат           | Политичка партија-предлагач | Проценат освојених гласова |
| ------------------ | --------------------------- | -------------------------- |
| Небојша Радмановић | коалиција Српска Заувијек   | 295.629 / 48.92 %          |
| Младен Иванић      | коалиција Заједно за Српску | 285.951 / 47.31%           |
| Рајко Паповић      | Савез за демократску Српску | 22.790 / 3.77%             |

###### Бошњачки члан Предсједништва
| Кандидат          | Политичка партија-предлагач                                       | Проценат освојених гласова |
| ----------------- | ----------------------------------------------------------------- | -------------------------- |
| Бакир Изетбеговић | Странка демократске акције (СДА)                                  | 162.831 / 34.86%           |
| Фахрудин Радончић | Савез за бољу будућност БиХ (СББ БиХ)                             | 142.387 / 30.49%           |
| Харис Силајџић    | Странка за Босну и Херцеговину (СБиХ)                             | 117.240 / 25.10%           |
| Ибрахим Ђедовић   | Демократска народна заједница (ДНЗ БиХ)                           | 13.369 / 2.86%             |
| Мујо Демировић    | Босанска патриотска странка-Сефер Халиловић (БПС-Сефер Халиловић) | 8.951 / 1.92%              |
| Ђемал Латић       | Странка демократске активности (А-сда)                            | 8.738 / 1.87 %             |
| Ибрахим Спахић    | Грађанска демократска странка БиХ (ГДС БиХ)                       | 6.948 / 1.49%              |
| Изудин Кешетовић  | БОСС-Босанска странка-Мирнес Ајановић                             | 4.228 / 0.91 %             |
| Аида Јусић        | независни кандидат                                                | 2.347 / 0.50%              |

#### Представнички дом Парламентарне скупштине БиХ

###### Из Републике Српске
| Политичка партија | Број освојених гласова | %     | Број освојених мандата | Директни | Компензацијски |
| ----------------- | ---------------------- | ----- | ---------------------- | -------- | -------------- |
| СНСД              | 269.009                | 43.30 | 8                      | 6        | 2              |
| СДС               | 137.844                | 22.19 | 4                      | 3        | 1              |
| ПДП               | 40.070                 | 6.45  | 1                      | 0        | 1              |
| ДНС               | 28.511                 | 4.59  | 1                      | 0        | 1              |

###### Из Федерације БиХ
| Политичка партија                     | Број освојених гласова | %     | Број освојених мандата | Директни | Компензацијски |
| ------------------------------------- | ---------------------- | ----- | ---------------------- | -------- | -------------- |
| СДП БиХ                               | 266.023                | 26.07 | 8                      | 6        | 2              |
| СДА                                   | 197.922                | 19.40 | 7                      | 7        | 0              |
| СББ БиХ                               | 124.114                | 12.16 | 4                      | 3        | 1              |
| ХДЗ БиХ                               | 112.115                | 10.99 | 3                      | 2        | 1              |
| Странка за БиХ                        | 74.004                 | 7.25  | 2                      | 1        | 1              |
| Хрватска коалиција ХДЗ 1990 и ХСП БиХ | 49.549                 | 4.86  | 2                      | 1        | 1              |
| Народна странка Радом за бољитак      | 49.050                 | 4.81  | 1                      | 0        | 1              |
| БПС-Сефер Халиловић                   | 28.102                 | 2.75  | 0                      | 0        | 0              |
| БОСС-Босанска странка-Мирнес Ајановић | 19.244                 | 1.88  | 0                      | 0        | 0              |
| Странка демократске активности А-сда  | 17.634                 | 1.73  | 0                      | 0        | 0              |
| Демократска народна заједница-ДНЗ БиХ | 14.843                 | 1.45  | 1                      | 1        | 0              |

### Избори у ФБиХ

#### Представнички дом Парламента ФБиХ
| Политичка партија                                           | Број освојених гласова | %     | Број освојених мандата | Директни | Компензацијски |
| ----------------------------------------------------------- | ---------------------- | ----- | ---------------------- | -------- | -------------- |
| СДП БиХ                                                     | 251.053                | 24.53 | 28                     | 20       | 8              |
| СДА                                                         | 206.926                | 20.22 | 23                     | 17       | 6              |
| СББ БиХ                                                     | 121.697                | 11.89 | 13                     | 11       | 2              |
| ХДЗ БиХ                                                     | 108.943                | 10.64 | 12                     | 10       | 2              |
| Странка за БиХ                                              | 78.086                 | 7.63  | 9                      | 8        | 1              |
| Народна странка Радом за бољитак                            | 48.286                 | 4.72  | 5                      | 0        | 5              |
| Хрватска коалиција ХДЗ 1990 и ХСП БиХ                       | 47.941                 | 4.68  | 5                      | 4        | 1              |
| БПС-Сефер Халиловић                                         | 27.952                 | 2.73  | 0                      | 0        | 0              |
| Странка демократске мактивности А-сда                       | 19.254                 | 1.88  | 1                      | 1        | 0              |
| Демократска народна заједница-ДНЗ БиХ                       | 15.082                 | 1.47  | 1                      | 1        | 0              |
| БОСС-Босанска странка-Мирнес Ајановић                       | 14.592                 | 1.43  | 0                      | 0        | 0              |
| Странка пензионера-умировљеника Босне и Херзеговине         | 13.850                 | 1.35  | 0                      | 0        | 0              |
| Странка кокуза-СКОК                                         | 13.340                 | 1.30  | 0                      | 0        | 0              |
| Наша странка-Нова социјалистичка партија-Здравко Крсмановић | 13.029                 | 1.27  | 0                      | 0        | 0              |
| Савез независних социјалдемократа-СНСД-Милорад Додик        | 9.505                  | 0.93  | 1                      | 1        | 0              |

#### Кантоналне скупштине
Највише гласова у кантоналним скупштинама освојиле су странке које су добиле највише мандата и у парламенту Федерације БиХ. У пет кантона побиједио је СДП БиХ, док је у пет кантона на првом мјесту био ХДЗ БиХ.
| Странка                                            | УСК | ПК | ТК | ЗДК | БПК | СБК ЖСБ | ХНК ЖХН | ЗХЖ | КС | Кантон 10 | Укупно |
| -------------------------------------------------- | --- | -- | -- | --- | --- | ------- | ------- | --- | -- | --------- | ------ |
| Странка демократске акције                         | 7   | 2  | 10 | 10  | 6   | 6       | 5       | -   | 7  | 2         | 55     |
| Странка за Босну и Херцеговину                     | 3   | 1  | 3  | 4   | 4   | 2       | 2       | -   | 4  | -         | 23     |
| Социјалдемократска партија Босне и Херцеговине     | 8   | 1  | 13 | 10  | 7   | 6       | 5       | -   | 10 | 1         | 61     |
| Савез за бољу будућност Босне и Херцеговине        | 2   | 1  | 4  | 5   | 3   | 4       | 3       | -   | 7  | -         | 29     |
| Хрватска демократска заједница Босне и Херцеговине | -   | 8  | 1  | 2   | -   | 7       | 10      | 13  | -  | 7         | 48     |
| Хрватска демократска заједница 1990                | -   | 5  | -  | -   | -   | 2       | 3       | 4   | -  | 4         | 18     |
| Хрватска странка права Босне и Херцеговине         | -   | 2  | -  | -   | -   | 1       | 1       | 3   | -  | 4         | 11     |
| Народна странка Радом за бољитак                   | 2   | -  | 2  | 3   | 3   | 2       | 1       | 3   | 1  | 3         | 20     |
| Босанскохерцеговачка патриотска странка            | -   | -  | 2  | 1   | 2   | -       | -       | -   | 2  | -         | 7      |
| Демократска народна заједница Босне и Херцеговине  | 4   | -  | -  | -   | -   | -       | -       | -   | -  | -         | 4      |
| Босанска странка                                   | -   | -  | -  | -   | -   | -       | -       | -   | 2  | -         | 2      |
| Савез независних социјалдемократа                  | -   | -  | -  | -   | -   | -       | -       | -   | -  | 3         | 3      |
| Странка демократске активности                     | 4   | -  | -  | -   | -   | -       | -       | -   | -  | -         | 4      |
| Посавска странка                                   | -   | 1  | -  | -   | -   | -       | -       | -   | -  | -         | 1      |
| Наша странка                                       | -   | -  | -  | -   | -   | -       | -       | -   | 2  | -         | 2      |
| Демократски народни савез                          | -   | -  | -  | -   | -   | -       | -       | -   | -  | 1         | 1      |
| Укупно                                             | 30  | 21 | 35 | 35  | 25  | 30      | 30      | 23  | 35 | 25        |        |

### Избори у Републици Српској

#### Предсједник и потпредсједници РС
| Кандидат                                                                          | Број освојених гласова | %     | Изабран/Није изабран       |
| --------------------------------------------------------------------------------- | ---------------------- | ----- | -------------------------- |
| Додик Милорад - коалиција Српска Заувијек                                         | 319.618                | 50.52 | Изабран за предсједника    |
| Тадић Огњен - коалиција Заједно за Српску                                         | 227.239                | 35.92 | није изабран               |
| Суљкановић Енес - СДП - Социјалдемократска партија БиХ                            | 15.425                 | 2.44  | Изабран за потпредсједника |
| Хафизовић Шевкет - СДА - Странка демократске акције                               | 14.843                 | 2.35  | није изабран               |
| Мурселовић Мухарем - Странка за Босну и Херцеговину                               | 14.177                 | 2.24  | није изабран               |
| Ђурђевић Драган - Српска радикална странка др Војислав Шешељ                      | 8.178                  | 1.29  | није изабран               |
| Влајки Емил - Народна демократска странка                                         | 6.101                  | 0.96  | Изабран за потпредсједника |
| Нукић Садмир - Савез за бољу будућност БиХ - СББ БиХ Фахрудин Радончић            | 5.565                  | 0.88  | није изабран               |
| Крндељ Иван - ХСС - НХИ                                                           | 5.487                  | 0.87  | није изабран               |
| Камењашевић Иво - ХДЗ БиХ - Хрватска демократска заједница Босне и Херцеговине    | 4.128                  | 0.65  | није изабран               |
| Калинић Драган - Савез за демократску Српску                                      | 4.043                  | 0.64  | није изабран               |
| Хамидовић Бесим - Странка демократске активности А-сда                            | 1.605                  | 0.25  | није изабран               |
| Матић Жељко - Хрватска коалиција ХДЗ 1990 - ХСП БиХ                               | 1.199                  | 0.19  | није изабран               |
| Делибајрић Аган - БПС - Сефер Халиловић                                           | 1.185                  | 0.19  | није изабран               |
| Мрган Драган - Народна странка Радом за бољитак                                   | 1.006                  | 0.16  | није изабран               |
| Матић Горан - Матић Горан - независни кандидат                                    | 980                    | 0.15  | није изабран               |
| Кнежевић Љиљана - Коалиција преокрет: ГДС БиХ И НЕП БиХ                           | 809                    | 0.13  | није изабрана              |
| Сулејмановић Бего - Либерално демократска странка - Европска еколошка странка Е-5 | 684                    | 0.11  | није изабран               |
| Драгичевић Славко - СДУ БиХ - Социјалдемократска унија Босне и Херцеговине        | 402                    | 0.06  | није изабран               |

#### Народна скупштина РС
| Политичка партија                          | Број освојених гласова | %     | Број освојених мандата | Директни | Компензацијски |
| ------------------------------------------ | ---------------------- | ----- | ---------------------- | -------- | -------------- |
| СНСД                                       | 240.727                | 38.00 | 37                     | 28       | 9              |
| СДС                                        | 120.136                | 18.97 | 18                     | 14       | 4              |
| ПДП                                        | 47.806                 | 7.55  | 7                      | 5        | 2              |
| ДНС                                        | 38.547                 | 6.09  | 6                      | 4        | 2              |
| Коалиција СП и ПУП                         | 26.824                 | 4.24  | 4                      | 3        | 1              |
| ДП Драган Чавић                            | 21.604                 | 3.41  | 3                      | 1        | 2              |
| СДП БиХ                                    | 19.297                 | 3.05  | 3                      | 2        | 1              |
| СДА                                        | 16.861                 | 2.66  | 2                      | 2        | 0              |
| Српска радикална странка Републике Српске  | 15.166                 | 2.39  | 1                      | 1        | 0              |
| Српска радикална странка др Војислав Шешељ | 13.731                 | 2.17  | 0                      | 0        | 0              |
| Народна демократска странка                | 13.440                 | 2.12  | 2                      | 2        | 0              |

## Контроверзе
Највећу пажњу јавности осим изборних резултата привукли су и коментари на избор Жељка Комшића за члана Предсједништва из реда хрватског народа, као и велики проценат неважећих гласачких листића за бошњачког и српског члана Предсједништва.

#### Примједбе на избор хрватског члана Предсједништва
Поводом избора Жељка Комшића за хрватског члана Предсједништва Бих, Драган Човић, лидер Хрватске демократске заједнице Бих, изјавио је да су Бошњаци још једном изабрали хрватског члана предсједништва те да је једино рјешење за Хрвате у БиХ формирање федералне јединице са већинским хрватским становништвом. Лидер Савеза независних социјалдемократа Милорад Додик изјавио је да је исти концепт који је коришћен при избору Комшића за хрватског члана Предсједништва, требало да буде спроведен и у Републици Српској, јер су, по њему, Бошњаци масовно гласали за Младена Иванића.

#### Неважећи гласачки листићи
Коначан број неважећих гласачких листића у избору за српског члана Предсједништва износио је 66.138, или 9,86% од укупног броја гласачких листића, док је у избору за бошњачког и хрватског члана Предсједништва било 74.815 неважећих гласачких листића или 6,81% од укупног броја. Овако велики број неважећих гласачких листића довео је до тога да су многе политичке странке и невладине организације захтјевале од Централне изборне комисије објашњење и истрагу како би се испитали узроци великог броја неважећих листића и отклонила сумња у регуларност избора. Централна изборна комисија најавила је да ће провјерити све неважеће гласачке листиће.